# Ansalon

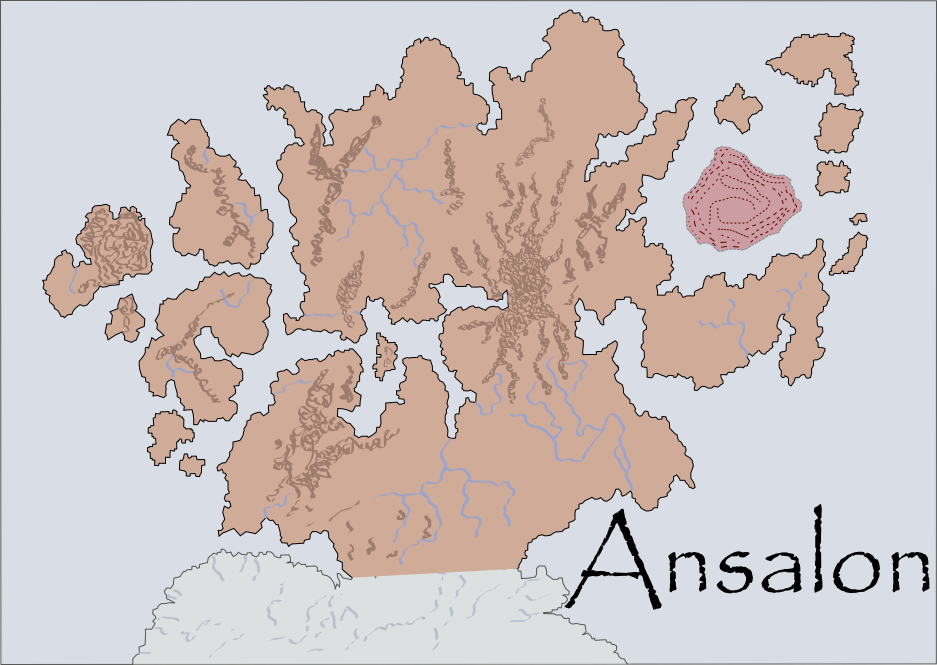
Ansalon tras el Cataclismo.

Dentro del universo ficticio de fantasía épica Dragonlance, Ansalon es uno de los continentes del mundo de Krynn. Se ubica en el hemisferio Sur del planeta, situado al oeste del Océano Courrain y al Sur del Océano Turbido (donde se encuentran las Islas de los Dragones). Las islas de la Espina de Taladas se disponen entre Ansalon y Taladas, el otro continente principal de Krynn, situado al Noreste de Ansalon. 
Ansalon se halla unido al glaciar que cubre la zona del Polo Sur por la región del Muro de Hielo. Las dimensiones del continente son de unos 2100 km de este a oeste y de 1450 km de norte a sur.
Ansalon es la localización principal donde transcurren todas las novelas de la saga Dragonlance, por lo cual la información sobre el mismo abunda mucho más que la existente sobre Taladas. De hecho, pocos habitantes de Ansalon conocen la existencia de Taladas.
Durante gran parte de su historia, Ansalon poseía una fisonomía homogénea, constituyendo una masa sólida de tierra, con algunas bahías y pocas islas. El Cataclismo, provocado por el Príncipe de los Sacerdotes de Istar, fue el causante del cambio en la forma del continente. La montaña ígnea (probablemente, una gran meteorito lanzado por los dioses) destruyó Istar, creando el Mar Sangriento de Istar, y convirtió las regiones orientales del continente en varias islas separadas de Ansalon por el mencionado mar.
Otros efectos de la hecatombe fueron la separación de Ergoth del continente, dividiéndolo en dos islas, así como la irrupción de las aguas del Océano Turbido en una gigantesca brecha abierta en las llanuras existentes entre Solamnia y Abanasinia, creando así el Nuevo Mar. Balifor se abrió en un golfo, Nordmaar emergió del fondo marino, las Praderas de Arena envolvieron a la antigua ciudad portuaria de Tarsis, y las nuevas tierras emergidas al Sur conectaron Ansalon con el glaciar del Polo Sur a través del Muro de Hielo.
Durante la Guerra del Caos, Ansalon sufriría otros cambios en su geografía, derivados del poder mágico de los dragones que moldearon los territorios que controlaban según sus predilecciones climáticas.

## Áreas importantes de Ansalon
- Abanasinia
- Solace
- Balifor
- Ergoth del Norte
- Ergoth del Sur
- Estwilde
- Goodlund
- Hylo
- Islas del Mar Sangriento
- Kharolis
- Khur
- Muro de Hielo
- Neraka
- Nightlund
- Nordmaar
- Praderas de Arena
- Qualinesti
- Sancrist
- Schallsea
- Silvanesti
- Solamnia
- Thoradin
- Thorbardin
- Throtl
- Xak Tsaroth